# Coregonus pennantii
Coregonus pennantii är en fiskart som beskrevs av Valenciennes, 1848. Coregonus pennantii ingår i släktet Coregonus och familjen laxfiskar. Inga underarter finns listade i Catalogue of Life.
Denna fisk förekommer endemisk i sjön Bala Lake i Wales. Dessutom infördes en population i sjön Llyn Arenig-fawr. Individerna uppsöker under januari och februari sjöns grunda delar för äggens befruktning. Födan utgörs av kräftdjur och av vattenlevande insekter. Beståndet hotas av brist på syre i sjön samt av varierande vattenstånd. Under 1980-talet introducerade gärs (Gymnocephalus cernuus) i sjön. Gärs anfaller vuxna exemplar under äggläggningen. Den äter även ägg och fiskyngel av Coregonus pennantii. IUCN kategoriserar arten globalt som akut hotad.